# Les Circumstàncies
Les Circumstàncies és el diari més important en la història de la premsa reusenca, tant per la seva llarga durada, 63 anys (1874-1936), com per ser el portaveu del republicanisme de la ciutat.
Es defineix en el seu subtítol l'any 1930 com el «degà dels diaris Republicans de la Península. Portaveu d'Acció Catalana». Els seus lemes eren: «Liberalisme, Democràcia, República i Justícia Social».

## Contextualització
La importància de la premsa a la ciutat de Reus és un fet que tots els historiadors i cronistes destaquen. Doncs, ja l’any 1813, quan a la Península només es publicaven una dotzena de diaris, va aparèixer a la ciutat una nova publicació amb el títol Periódico Político y Mercantil de la Villa de Reus, el seu director i propietari era el doctor Jaume Ardèvol. Era un periòdic ferventment liberal i partidari de la Constitució de Cadis. Aquest antecedent de la premsa reusenca va seguit d’una llarga llista de publicacions, més de dos cents fins avui dia.
Una de les més destacades va ser el Diari de Reus, que va aparèixer l’any 1844 en castellà i sota el nom Diario de Reus de Avisos y Noticias, i que fins al 1932 no es catalanitzà. Durant la Segona República aquest diari va ser el portaveu local de la Lliga Regionalista, de la CEDA i del Comitè Antifeixista. El 20 de gener de 1939 va tornar a sortir amb el seu nom en castellà i com a portaveu del franquisme. Finalment, va ser substituït pel Boletín Oficial del Ayuntamiento de Reus de molt curta durada.
Les Circumstàncies és, junt amb el Diario de Reus, una de les publicacions més destacades de la ciutat. Al llarg de la seva trajectòria, Les Circumstàncies va mantenir freqüents baralles amb el Diario de Reus, una publicació totalment oposada a la seva ideologia política. A final del segle xix el periòdic va mantenir polèmiques amb la Crónica Reusense, de tendència liberal conservadora, i a les primeres dècades del XX batusses amb Foment, portaveu del Foment Nacionalista Republicà. De fet, l'esperit crític, republicà i nacionalista dels redactors del periòdic van portar freqüents polèmiques, divergències i judicis crítics sobre els fets polítics que passaven a la ciutat i al país. Durant la República es pñodria destacar la llarga polèmica que va tenir amb Foment, especialment amb Antoni Rovira i Virgili, sobre la divisió comarcal de Catalunya. En aquest període també va polemitzar amb La Vanguardia de Barcelona, amb el gallec Salvador de Madariaga per les seves manifestacions de desafecte i les burles a les qüestions nacionals de Catalunya.

## Origen
Les Circumstàncies, amb el nom de Las Circunstancias, va ser fundat per Josep Güell i Mercader, partidari de Castelar, el 15 de desembre de 1874, després de la supressió per ordre governativa d’El Clamor del Pueblo, un periòdic republicà molt combatiu. Anteriorment, Güell i Mercader havia fundat La Redención del Pueblo el 1868, un diari d'ideologia republicana federal que va ser suprimit el 1874 quan el cop d'estat de Martínez Campos portà a la Restauració borbònica. Las Circunstancias va deixar de definir-se com a òrgan republicà federal i passa a ser el diari dels republicans democràtics individualistes, però més tard va renunciar a identificar-se de forma inequívoca amb cap corrent republicana.
Les Circumstàncies en el seu primer número deien:
“El título de nuestro periódico indica bien claro que no necesita dar a conocer su bandera política, según es costumbre de toda nueva publicación. El objetivo principal de Las Circunstancias es publicar en resumen todas cuantas noticias ocurran de interés general, artículos científicos y literarios, y todo cuanto pueda contribuir a la ilustración de sus lectores”.

Les Circumstàncies va tenir una gran incidència en la vida local dels ciutadans de Reus, tant per la seva dilatada existència de 63 anys (1874-1936), com per ser el portaveu del republicanisme majoritari a la ciutat, organitzat en diferents partits al llarg de la seva dilatada història. I també perquè en les seves pàgines hi van publicar molts dels principals activistes polítics i culturals de les diferents èpoques.

## Història
Les Circumstàncies es publicava tots els dies excepte els dilluns. Incloïa també fulletons. Començà publicant-se en castellà, defensant els principis del partit possibilista, però quan aquest partit va deixar de qüestionar la monarquia, Teodor Salvadó, que n'era director, va discrepar i es va fer amb la capçalera del diari. Els seguidors de la línia oficial van treure el 1889 una tercera època de La Redención del Pueblo, fins que a l'any següent, desapareguda La Redención i expulsat el seu director, va continuar com a portaveu oficial del partit. El periòdic tenia una certa xarxa de corresponsals i contava amb un servei de telegrames. La informació local era coberta amb molta atenció i els debats en el consistori mereixien un bon espai. Les notícies relacionades amb la vida econòmica reusenca es destacaven sempre, La informació, tant la local com la de l'estat, o la internacional, eren especialment cuidades pels redactors. Al tombant del segle xix al xx era força afí a La Publicidad. No obstant això, a inicis del segle xx, el diari va anar decaient progressivament i només aconseguí revifar en els períodes electorals. L'any 1903, el director Francesc Cubells Florentí va ser detingut i processat, i es van fer càrrec de la direcció del diari conjuntament Julià Nougués i Ramon Mayner. A partir de 1928 va anar introduint algunes peces en català fins que finalment el 21 de març de 1930 canvia el seu nom de Las Circunstancias a Les Circumstàncies i publicà la majoria dels seus textos en català, a l'haver-se adherit el grup propietari a Acció Catalana, de la qual es declarà portaveu. En aquest número van publicar un article titulat «Al poble de Reus, Manifest», on expressaven el següent:
«Quan es travessen moments fondament crítics; quan està en litigi el règim d’una nació; quan es discuteixen la llibertat dels pobles i es trepitja el dret individual, és arribada l’hora de les definicions clares i categòriques: les ambigüetats en aqueix moment històric són una covardia o amaguen futures concupiscències, repugnants ara més que mai».
Des de la seva fundació fins al 1878 va ser portaveu del Partit Republicà Democràtic Federal, fins al 1930 el diari propagava la ideologia del Partit Republicà Històric, afí a Castelar i del 1930 al 1936 defensava les idees d'Acció Catalana.
El diari va anar adquirint lectors, i el 1933 confessava una tirada de més de 500 exemplars. El perfil majoritari del públic de Les Circumstàncies era la burgesia i petita burgesia, els republicans, els catalanistes i els liberals. Va ser el diari reusenc de més categoria conceptual i literària durant el període republicà.
Va ser suspesa aquesta publicació després dels fets del 6 d'octubre de 1934 durant uns dies i dos mesos a principis de 1935. Durant el Bienni Negre, a part d'aquesta suspensió, va patir una forta censura, marcada amb els blancs i la impressió de motlles negres. A més, el juny de 1935 també va ser sancionat amb una multa de 500 pessetes.
Quan va esclatar la Guerra Civil espanyola va deixar de publicar-se, ja que les impremtes havien estat confiscades. El 15 de setembre de 1936 va reaparèixer amb suport municipal però ja no com a portaveu d'Acció Catalana. Finalment, el 13 de desembre de 1936 va publicar-se l’últim número. El propietari a l'últim període era Eugeni Cots, militant d'Acció Catalana Republicana.

## Aspectes tècnics
Les Circumstàncies apareixia sota el format de quatre pàgines (de 53,5 x 37,5 cm) amb de tres a sis columnes, i excepcionalment una. A les pàgines 2 i 3 es publicaven les notícies i articles diversos, mentre que bona part de la 3 i tota la pàgina 4 eren ocupades per publicitat.
Pel que fa a les il·lustracions, els dibuixos i gravats eren molt freqüents, en canvi, molt poques vegades s'incloïen fotogravats i fotografies. Va variar d'impressors moltes vegades al llarg de la seva existència. El primer impressor va ser la Imprenta Reusense d'Esteve Pàmies.
A Les Circumstàncies hi havia sis seccions fixes: “Informació local i general”, “Cartes al Director”, “Els Esports”, “Secció Oficial”, “De l’Ajuntament” i “La Política”. A més, amb menys freqüència també apareixien les seccions de “Cinema”, “El Teatre”, “Llibres”, “D’Art” i “Excursionisme”. En ocasions especials es creaven números extraordinaris dedicats sobretot a dates clau en la política nacional. Un dels exemples més clar és el número extraordinari de la Proclamació de la República (abril de 1931), on Les Circumstàncies va emprar una tipografia més gran i va reduir el nombre de columnes. Es venia als quioscs i s'enviava per correu als subscriptors. Es llegia sobretot a Reus, i en menor escala als pobles del Camp de Tarragona.

## Directors
El primer director de l'edició castellana de Les Circumstàncies va ser Bernardino Montiel, que ja ho era de El Clamor del Pueblo. El van succeir Teodor Salvadó, N. Salvadó, Josep Vidiella, Francesc Magrinyà, Ricardo Salvadó, Josep Jorba Ventura, Ramon Grau i Francesc Cubells i Florentí. Finalment, Jaume Sistaré Piñol va ser el primer i únic director de l'edició català de Les Circumstàncies.

## Equip de redacció en les diferents èpoques

### 1. Redactors
- Magí Mestre
- Àngel Guerra
- Joaquim Maria Bartrina
- Francisco Bilbao
- Vicente Lleonat
- Francesc Cubells i Florentí
- Josep Miquel i Pàmies
- Pere Estrada
- Joaquim Santasusagna (amb el pseudònim de Jeroni Prat)
- Antoni Martí Bages
- Josep Banús i Sans
- Ricard Pallejà

### 2. Col·laboradors habituals
- Joaquim Batet
- Antoni Gabinyau
- Joan Pujol Capsada (crític musical)
- Jaume Utrillo Morlius
- Francesc Colom Escoda
- Irene Prunera Sedó
- Lluís Busquets Borrell
- Ferran Gay Massó
- Eugeni Cots Ardèvol (que en va ser propietari, amb el pseudònim Joan de l’An)
- J. Taverna Martí
- Joan Magriñà Grau
- Josep Iglésies (també amb el pseudònim Josep de la Riba)
- Joan Gilabert
- Pedrola

### 3. Corresponsals
- Vicenç Riera Llorca (des de Barcelona)

### 4. Dibuixants
- Joan Magrinyà (Johnny)
- Ferran Casajuana (Ksa)

## Altres observacions
El títol procedeix, com el del diari El Diluvio de Barcelona, d'una intervenció de la censura. En efecte el nom original del diari republicà era El Clamor del Pueblo, i per haver estat suspès, va adoptar un títol que al·ludia a la provisionalitat de la situació: Las Circunstancias. Però aquest títol no fou prohibit i la provisionalitat es convertí en definitiva.

## Localització
- Exemplars a la Biblioteca Central Xavier Amorós de Reus[10]
- Exemplars a La Biblioteca del Centre de Lectura de Reus, a la Biblioteca de Catalunya, a la Biblioteca de la Universitat de Barcelona i a la de la Universitat Rovira i Virgili.[11]
- Digitalitzats a Biblioteca Virtual de Prensa Histórica els exemplars existents a la Biblioteca Pública de Tarragona.[12]